# Hallegere, Mandya
Hallegere là một làng thuộc tehsil Mandya, huyện Mandya, bang Karnataka, Ấn Độ.